# 黃金耀
黃金耀（英語：Jimmy Kam Yiu Wong），香港資優教育學苑院長（2021年至今）。過去曾參與推動STEM教育，被香港本地傳媒冠名「香港STEM之父」  。2006年至2020年，曾任香港新一代文化協會科學創意中心總監，教導超過十萬名中小學學生及培訓近一萬位中小幼老師。他曾為電視兒童科學節目任主持，以及曾擔任科學書籍、科學雜誌及電視科學節目顧問，積極推廣青少年科技創意活動。黃博士於2011年7月獲特區政府頒授行政長官社區服務獎，表揚其對香港社會的貢獻。

## 學歷
- 英國倫敦大學國王學院物理及天體物理學學士（1985-1988）
- 英國倫敦大學帝國學院半導體物理學碩士（1988-1989）
- 英國倫敦大學帝國學院半導體材料科學博士（1989-1994）
- 香港大學教育文憑（1999-2001）

## 公職生涯
- 1991年，曾任俄羅斯科學院研究員（前蘇聯科學院）
- 1993-1994年，曾任倫敦帝國學院博士後研究員
- 1994-1995年，曾任香港城市大學博士後研究員
- 1995-2002年，曾於香港四邑商工總會黃棣珊紀念中學任教物理及數學
- 2002-2006年，曾於拔萃女書院擔任物理及科學主任
- 2006至2020，曾於香港新一代文化協會科學創意中心擔任總監[6]
- 2021至今，現任香港資優教育學苑院長[7][8]

## 中文著作
- 《STEM學習大策略——啟發孩子的科創思維》[9]

## 社會公益
- 2006至今，曾任《兒童的科學》顧問
- 2009-2013年，曾任香港發明協會榮譽顧問
- 2010-2014年，曾任香港教師中心諮管會主席 （页面存档备份，存于）
- 2002至今，現任香港科學創意學會主席
- 2015至今，現任香港STEM教育學會主席